# Akira Kamiya
Akira Kamiya (神谷 明 Kamiya Akira?,  Yokohama, Prefectura de Kanagawa, 18 de septiembre de 1946) es un actor, seiyū, cantante y narrador japonés, actualmente afiliado a Saeba Shoji. Interpretó varios papeles notables en series de anime, incluido Kenshiro en Fist of the North Star, Ryo Saeba en City Hunter y Shutaro Mendo en Urusei Yatsura. En animes mecha, prestó su voz a Ryoma Nagare en Getter Robo, Akira Hibiki en Brave Raideen, Sanshirō Tsuwabuki en Gaiking, Roy Focker en The Super Dimension Fortress Macross y Sincline en Beast King GoLion. 
Un trabajo muy importante para su vida fue el de doblar al personaje de Kogoro Mouri, del conocido anime Detective Conan, para el cual ha grabado 550 episodios, 13 películas y 9 OVAs. Sin embargo, se ha visto obligado a dejar de doblar a este personaje y ser reemplazado por el seiyū Rikiya Koyama por motivos que no se han hecho públicos.

## Biografía

### Primeros años
Kamiya nació el 18 de septiembre de 1946, en Yokohama, Prefectura de Kanagawa. Se graduó de la Escuela Secundaria Comercial Shiba Metropolitana de Tokio y se convirtió en autónomo después de estar afiliado a Theatre Echo, Aoni Production, Production Baobab, Tokyo Actor's Consumer's Cooperative Society y Ups. Kamiya luego fundó Saeba Shoji, una agencia de talentos.

### Trasfondo
Su padre dirigía una fábrica de muebles, pero cerró repentinamente y sus padres se divorciaron. Después de eso, la madre de Kamiya lo crio a él y a su hermano. Como resultado de la búsqueda de trabajo de su madre, asistió a muchas escuelas a lo largo de los años, desde la escuela primaria Aoki en Yokohama hasta la escuela primaria Higashidai en Tsurumi y la escuela primaria Aioi en Ota-ku, Tokio. La presencia del actor Shoichi Ozawa como el mayor de Aioi Ko llevó a Kamiya por el camino del drama.
Después de eso, ingresó a la Escuela Secundaria Comercial Tateshiba Metropolitana de Tokio a través de la Escuela Secundaria Misono Junior. El amigo de Kamiya lo invitó a unirse al club de teatro y dijo: "Creo que Kamiya tiene una buena voz". En ese momento, era más difícil convertirse en actor que antes y difícil avanzar en el campo. Kamiya le dijo a su madre: "Quiero ser actor. Haré lo mejor que pueda porque es el camino que elegí". Más tarde, recordó: "Si yo fuera mi madre, yo podría haber dejado de llorar". Después de graduarse de la escuela secundaria, se unió a la compañía de teatro amateur Kanza en Yokohama.

### Actividades como seiyū
En 1970, Kamiya debutó como seiyū de anme interpretando el papel de Senkichi en el anime de televisión Mahō no Mako-chan durante el período de estudio de Theatre Echo. El primer papel regular fue Sasuke Yashima en Akakichi no Eleven. Apareció como Koichi Furumi en Babel II y también aprendió su característico "grito" con este trabajo. Desde entonces, ha estado a cargo de varios papeles destacados principalmente en trabajos de animación de robots, como Ryoma Nagare en Getter Robo. Fue llamado "Screaming Kamiya" porque no dejaba de gritar sus movimientos especiales. Uno de los actores de voz notables en la serie de videojuegos Super Robot Wars, el propio Kamiya apareció en comerciales de televisión cuando se lanzó Super Robot Wars F.
En la década de 1980, apareció en varias series de manga animadas serializadas en Weekly Shōnen Jump. Apareció en Kinnikuman, Hokuto no Ken y City Hunter, y también era conocido como uno de los actores de voz familiarizados con el anime Jump. Dado que muchos de estos animes de Shōnen Jump se han convertido en series de larga duración, las obras que aparecieron durante este tiempo a menudo se presentan como la obra maestra de Akira Kamiya.
A menudo narra comerciales y programas de variedades, incluido el comercial de héroes de Tokyo Dome City Attractions (anteriormente Korakuen Yuenchi), que se transmite principalmente en el marco de la serie Super Sentai , y ha estado a cargo de la narración durante más de 20 años desde 1986.
Se convirtió en el destinatario del premio Grand Prix de Animage.
El 9 de enero de 2017, el programa se transmitió en TV Asahi y ocupó el puesto 22 en "200 Popular Voice Actors Seriously Selected! Voice Actor General Election! 3 Hours  SP".

### Otras Actividades
Kamiya fue inicialmente bajista en el popular grupo musical de actores de doblaje Slapstick, que estuvo activo en las décadas de 1970 y 1980. Sin embargo, expresó su preocupación de que su agenda estaba ocupada y las actividades de actuación que había disfrutado como banda amateur de manera armoniosa se producirían como actividades de cantante profesional, y se ofreció a retirarse.
Ha trabajado como personalidad de radio para All Night Nippon . Es la primera personalidad regular como actor de doblaje. En el mismo programa, hizo un rincón llamado "¡Guinness!". Sabía lo que estaba haciendo en MBS Young Town y todavía tiene amigos.
En 1979, interpretó a la personalidad con Mitsuko Horie en un programa de radio de domingo por la tarde llamado "Mitsuko and Akira's Deadly Handgun" y lanzó un sencillo a dúo, "Oh! Sunday Youth is Sunday".
Además de trabajar como cantante en Purin Purin Monogatari y Fist of the North Star , también actuó a principios de la década de 1980 con Kazuyuki Sogabe, Ryūsei Nakao y Naoya Uchida.
A raíz del Gran Terremoto de Hanshin-Awaji en 1995, formó una unidad de caridad "CONTIGO". También participó activamente en el Concierto Fureai.

## Filmografía
Los papeles principales se encuentran resaltados en negrita

### Series de Anime
- Ashita e Attack! (Ichirou)
- Animation Kikou Marco Polo no Boken (Chapandu)
- Three Musketeers (Athos)
- Iga no Kabamaru (Mejiro)
- Inakappe Taishou (Compañero, Pupilo, Sightseer, Hiroshi, Mike, Ichirou, Masami)
- Space Pirate Captain Harlock (Tadashi Daiba)
- Space Battleship Yamato (Saburou Katou)
- Space Battleship Yamato III (Shirou Katou)
- Galaxy Express 999 (Praider)
- Urusei Yatsura (1981) (Shutaro Mendo)
- Angel Heart (Ryo Saeba)
- Entaku no Kishi Monogatari: Moero Arthur (Arturo)
- Moero Arthur Hakuba no Ōji (Arturo)
- Oyo Neko Būnyan (Oyoyo Neko)
- Gatchaman (Romina)
- Mechander Robo (Jimmy Orion)
- Kamisama Hajimemashita (Sōjōbō)
- Karate Baka Ichidai (Ariake Shougo)
- Cutey Honey Flash (Professor Kisaragi)
- Kinnikuman (Suguru Kinniku (Kinnikuman), Tatsunori Kinniku)
- Kinnikuman: Scramble for the Throne (Suguru Kinniku)
- Getter Robo (Ryouma Nagare)
- Getter Robo G (Ryouma Nagare)
- Gera-Gera Boos Monogatari (Boos)
- Kouya no Shonen Isamu (Isamu)
- City Hunter (Ryo Saeba)
- Saint Seiya (Algol de Perseo, Sigfried de Dubhe Alpha)
- Zero Tester (Shin Fubuki)
- Daikumaryu Gaiking (Sanshirou Tsuwabuki)
- SF Saiyuki Starzinger (Morley)
- Time Quest, La Máquina del Tiempo (Prince Dandarn)
- Time Bokan Series
  - Time Bokan (Prince, Isotchi)
  - Yatterman (Sasuke)
  - Zenderman (Theseus)
  - Yatodetaman (Michelangelo)
- Treasure Island (Papy)
- Earth Defence Family (Mamoru Daichi)
- The Super Dimension Fortress Macross (Roy Focker)
- Toushou Daimos (Kazuya Ryuuzaki)
- Dokaben (Satoru Satonaka)
- Poyopoyo (Shigeru Satō)
- Nine (Kentarou Yamanaka)
- Nine 2 (Kentarou Yamanaka)
- Great Dangaiou (Dangaiou Ur)
- Babel II (Babel II)
- All Purpose Cultural Cat Girl Nuku Nuku (Kyusaku Natsume)
- Sailor Moon S (Souichi Tomoe)
- Golion (Príncipe Sinkline; ("Príncipe Lotor" en Voltron))
- Hyoga Senshi Gaislugger (Mito Kaya)
- Hokuto no Ken (Kenshirō)
- Midnight Submarine (Claude)
- Miracle Girl Limit-chan (Jun)
- Detective Conan (Kogoro Mori (Richard Moore))
- Maison Ikkoku (Shun Mitaka)
- Mouretsu Atarou 1990 (Nyarome)
- Yawara! (Shinnosuke Kazamatsuri)
- Yuusha Raideen (Akira Hibiki)
- UFO Robot Grendizer (Ainsu)
- Wakusei Robo Danguard A (Takuma Ichimonji)

### OVA
- Urusei Yatsura Series (Shuutarou Mendou)
- Outlanders (Nao)
- Starship Troopers (Zim)
- Legend of the Galactic Heroes (Bagdash)
- Getter Robo: Armageddon (Narrator)
- Kyuukyoku Choujin R (Tosaka-senpai)
- Twilight of the Dark Master (Huang Long)
- Sukeban Deka (Jin Kyouichirou)
- Nayuta (Kiro)
- Nekketsu Koukou Dodgeball-bu Soccer-hen (Kunio)
- Dangaioh (Roll Kran)
- All Purpose Cultural Cat Girl Nuku Nuku (Kyuusaku Natsume)
- All Purpose Cultural Cat Girl Nuku Nuku DASH (Kyuusaku Natsume)
- Macross Zero (Roy Focker)
- Detective Conan
  - Conan vs. Yaiba vs. Kid (Kogoro Mouri)
  - The 16 Suspects (Kogoro Mouri)
  - The Target is Kogoro Mouri!! (Kogoro Mouri)
- Record of Lodoss War (Ashram)
- Yagami-kun no Katei no Jijou (Akira Yokkaichi)
- Yamato 2520 (Richard)

### Películas de Anime
- Space Battleship Yamato (Saburou Katou)
- Farewell Space Battleship Yamato (Saburou Katou)
- Be Forever Yamato (Shirou Katou)
- Space Battleship Yamato Final Chapter (Shirou Katou)
- Urusei Yatsura Series (Shutaro Mendo)
- Kinnikuman Series (Kinniku Suguru)
- Kinnikuman Nisei (Kinniku Suguru)
- The Doraemons: Mysterious Thief Dorapan (Dorapan)
- City Hunter Series (Ryou Saeba)
- Great Mazinger tai Getter Robot (Ryouma Nagare)
- Grendizer, Getter Robo G, Great Mazinger: Kessen! Daikaijuu (Ryoma Nagare)
- Saint Seiya: Shinku no shōnen densetsu (Atlas)
- Slayers Gorgeous (Lord Culvert)
- Dr. Slump and Arale-chan: N'cha! Penguin Mura yori Ai wo Komete (Dr. Mashirito)
- Toushou Daimos (Kazuya Ryuuzaki)
- They Were 11 (Tadatos Lane)
- Hokuto no Ken (Kenshirou)
- Toward the Terra (Seki Leigh Shiroei)
- Super Dimensional Fortress Macross: Do You Remember Love? (Roy Focker)
- Dragon Ball Z: Return My Gohan (Garlic Jr.)
- Tooi Umi Kara Kita Coo (Tony Bottoms)
- Ninja Hattori-kun and Pāman: The Psychic Wars (Psychoman)
- Pompoko (Tamasanrou)
- Detective Conan Series (Kogorou Mouri)
- Maison Ikkoku: Final Chapter (Shun Mitaka)
- Wakusei Robo Danguard A vs. The Insect Robot Army (Takuma Ichimonji)

## Videojuegos
- Space Battleship Yamato (Saburou Katou)
- Farewell Space Battleship Yamato (Saburou Katou)
- Kingdom Hearts (Iago)
- Kinnikuman Nisei: New Generation vs. Legends (Kinniku Suguru)
- Kinnikuman Muscle Generations (Kinniku Suguru)
- Kinnikuman Muscle Grand Prix Series (Kinniku Suguru)
- Sakura Wars 2 (Kyougoku Keigo)
- Super Robot Wars (Ryouma Nagare, Tsuwabuki Sanshirou, Kazuya Ryuuzaki, Akira Hibiki, Roy Focker, Roll Kran)
- Popful Mail (Blacky)
- Far East of Eden (Sangue)
- Tobal No. 1 (Gren Cuts)
- Hokuto no Ken Series (Kenshirou)
- Super Dimensional Fortress Macross (Roy Focker)
- Super Dimensional Fortress Macross: Do You Remember Love? (Roy Focker)
- Red Alert (Guy Kazama)
- Unison (Dance Instructor)

### Pachinko
- Sammy: Hokuto no Ken (Kenshirou)

## Tokusatsu
- Chōriki Sentai Ohranger (Ganmajin)
- Ganbare!! Robokon (Robo-Deki)
- Akumaizaa 3 (Basukaru)
- Voiceslugger (Ganmaa)

## Show de marionetas
- Purinpurin Monogatari (Bon-Bon, Zerozerozebun Hennakibun)
- Benikujaku (Kotemoku)

## Radio
- A Megumi no Dream Dream Party (Nippon Cultural Broadcasting)
- XYZ Ryo's Bar (FM NACK5)
- All Night Nippon [Thursday Evenings] (Nippon Broadcasting System)
- Konnichiwa Kamiya Akira desu (TBS Radio)
- Shougakusei Challenge Housoukyoku (TBS Radio)

### Internet Radio
- Kamiya Akira Returns (AII Radio) 9 de mayo de 2005
- Kamiya Akira Hot Beat Party (Saeba Shouji) 3 de mayo de 2005~

## CD
- Condition Green (Phillip Emitt)
- Rockman: Kiki Ippatsu (Narrador)

## Comerciales
- Sega Mega Drive (Gun Star Heroes) (Narración)
- Super Robot Wars F (versión de PlayStation) (Instructor Kamiya)
- Super Robot Wars α
- Yamagata Bank (Narración)

## Doblaje
- Aladdín series (Iago)
- GoldenEye (Pierce Brosnan: James Bond)
- El mañana nunca muere (Pierce Brosnan: James Bond)
- Pixels (Eddie Plant)
- Remington Steele (Pierce Brosnan: Remington Steele)
- Face-Off (John Travolta: Sean Archer)
- Hokuto no Ken ~ Fist of the North Star (Gary Daniels: Kenshirou)

## Otros
- Kinnikuman: Choujin Daizenshu [Soundtrack] (Kinniku Suguru)
- Cyborg 009 1979 Radio Drama (Joe Shimamura/009)
- Kochira Katsushika-ku Kameari Kōen-mae Hashutsujo: 1985 Jump Festival Anime (Keiichi Nakagawa)
- Ore-tachi Hyoutekin Zoku (Hyoutekin Star Tanjou Shikai)
- Sengoku Jieitai (2006 Narrator)
- Hey! Spring of Trivia (Asking trivia questions as Kenshirou [2004-12-8]; Onsei Tajuu Housou Narrator [2006-5-3])
- Denki Groove [Cafe de Oni (Kao to Kagaku)] (Narración)
- Tadaki Muscle! (Chuugyou TV) Heavenly Voice (Narración)

## Música
- Endings 2-4 on Kinnikuman
- Opening de Oyo Neko Būnyan
- Interpretó los soundtracks de Urusei Yatsura, Hokuto no Ken, Kinnikuman, y City Hunter soundtracks
- Tocó el bajo en una banda llamada Slapstick con sus compañeros seiyūs Toshio Furukawa, Tōru Furuya, y Kazuyuki Sogabe.

## Trivia
- Kamiya es muy cercano a la reconocida mangaka Rumiko Takahashi, de hecho ella junto con Mamoru Oshii, el director de Urusei Yatsura, serie en la cual Kamiya participó, lo recomendaron para darle voz al personaje de Tatewaki Kuno en la adaptación al anime del famoso manga de Takahashi, Ranma ½, pero al final por decisión del director, el fallecido seiyū Hirotaka Suzuoki se quedó con el personaje; entonces Takahashi lo recomendó para el personaje de Sasuke Sagurakure, pero al director tampoco le pareció y en su lugar el personaje fue tomado por el también destacado seiyū Shigeru Chiba.